# Smalto
 (septembre 2011).
Si vous disposez d'ouvrages ou d'articles de référence ou si vous connaissez des sites web de qualité traitant du thème abordé ici, merci de compléter l'article en donnant les références utiles à sa vérifiabilité et en les liant à la section « Notes et références ».
Smalto est une marque internationale de prêt-à-porter et de sur mesure de luxe pour Homme, fondée en 1962 à Paris par Francesco Smalto[source insuffisante]. 

## Smalto
L’atelier Smalto est situé à Paris, emploie 66 collaborateurs dont près de 40 tailleurs-coupeurs. 

## Smalto prêt-à-porter
Smalto propose également des lignes complètes de prêt-à-porter, déclinées sous la forme d’un vestiaire formel, de cérémonies, et décontractées chic. Ces lignes sont complétées des gammes d’accessoires. 
La Maison Smalto regroupe quatre lignes prêt-à-porter : Smalto, Smalto By, Smalto Junior et Smalto Femme.
En 2019 la marque enrôle comme ambassadeur de ses collections le nageur français Yannick Agnel.

## Smalto Timepieces
La Maison Smalto et le groupe Franck Muller ont signé en 2010 un accord de licence pour le développement, la production et la distribution des pièces horlogères Smalto (collection homme et femme).